# Sensualità a corte
Sensualità a corte è uno sketch di genere comico ideato da Marcello Cesena, nato nel 2005 per i programmi satirici Mai dire...
È una parodia delle fiction televisive, diretta da Marcello Cesena che interpreta anche i panni del protagonista, il "baronetto" Jean-Claude. Gli episodi, della durata di circa 5 minuti, si basavano inizialmente sulla ripetizione di uno schema fisso, mentre dalla quinta stagione si presenta uno svolgimento più libero della trama. Nei programmi ideati dalla Gialappa's Band è presente anche il commento fuori campo del gruppo comico.
L'ambientazione nominale della mini-fiction è "Parigi, 1794" (1799 dall'ottava stagione), ma si tratta di un'informazione umoristica: i protagonisti infatti interagiscono con scenari di tutto il mondo e utilizzano spesso elementi tecnologici odierni.

## Personaggi e interpreti

### Personaggi principali

#### Jean Claude

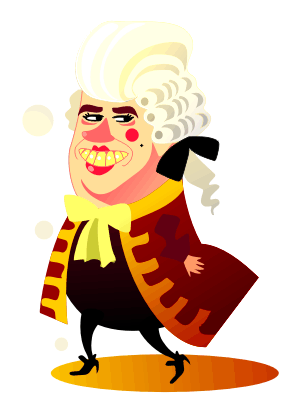
Caricatura di Jean Claude

Interpretato da Marcello Cesena, Jean Claude è il personaggio principale della storia; è un "baronetto" omosessuale della nobiltà francese del tardo XVIII secolo, dai modi raffinati. Ingenuo e maldestro, in ogni puntata si trova in conflitto con la madre; inizialmente è costantemente alla ricerca di un partner, diverso dalla prima alla quinta stagione: nella prima è Batman, alias Renato, nella seconda Dart Fener, alias Stefano, nella terza Diabolik, alias Armando, nella quarta Robin Hood, alias Titti, e dalla quinta Wonder Woman, alias Daiana.

#### Madre
La dispotica e collerica Madre, interpretata da Simona Garbarino, è la causa primaria del disagio di Jean Claude. Non si sa nulla del suo passato, se non che ha sposato il padre del baronetto per "ragioni fiscali" e che ha partorito a 40 anni. Narcisista all'impossibile, "Madre" coinvolge Jean Claude nelle sue insoddisfazioni personali, costringendolo senza successo a vedere in lei non una mamma ma una desiderabile adolescente appena pronta alle gioie dell'amore e di nuovi compagni. Quando il figlio infrange i tabù che lei gli impone e svela la sua età, la vecchiaia o la goffaggine, sistematicamente Madre gli lancia sciagure e minaccia o tenta di ucciderlo. Nell'ottava stagione viene rivelato che il suo vero nome è Maria Clara, sebbene nel corso della serie venga chiamata anche con altri nomignoli.
(Madre rivolgendosi a Jean Claude)

#### Madrina

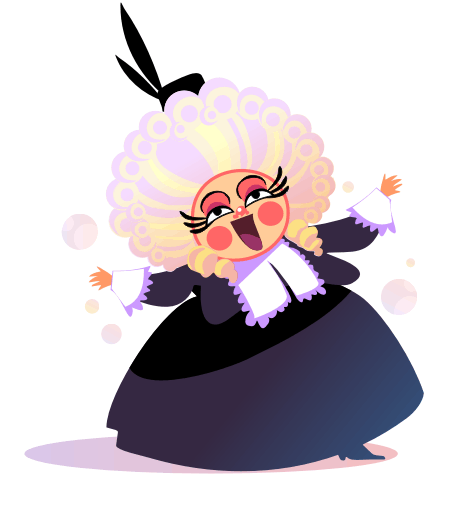
Caricatura di Madrina

A frenare gli anatemi di Madre, nelle prime stagioni Jean Claude può fare conto su Madrina, interpretata da Mauro Pirovano, che ricalca la figura della fata madrina; i suoi consigli, tuttavia, non sono utili quanto si possa pensare. Nella maggior parte degli episodi, infatti, è proprio lei a procuragli la morte: di solito i suoi consigli sono troppo vaghi o troppo complicati per Jean Claude, il quale non esita a fraintendere o si rivela non all'altezza della situazione. Il baronetto è spesso condotto da Madrina in luoghi inospitali in cerca di un posto migliore per vivere, alla ricerca di un'indefinita "Belisaria" (terza stagione) o a chiedere aiuto a un certo "Ras Tafari Implacable", saggia ma collerica entità; in questi luoghi bizzarri Jean Claude trova sempre una morte ingloriosa. Con il tempo, le apparizioni del personaggio sono meno frequenti.

#### Cassandra

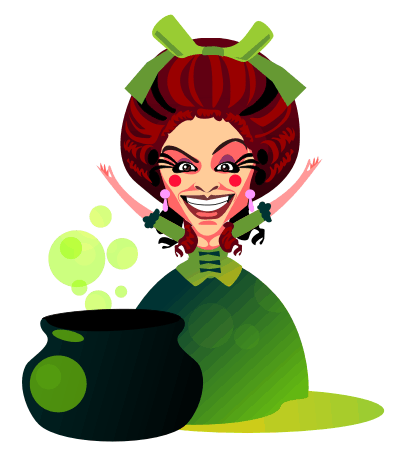
Caricatura di Cassandra

Cassandra, interpretata da Marcella Silvestri, è la ninfomane moglie di Jean Claude, sposata in un matrimonio combinato dal padre di lui per ragioni fiscali. Nelle prime stagioni, sembra essere l'unica a non accorgersi dell'orientamento sessuale del marito. Nelle prime puntate Cassandra è intenta alla realizzazione di piani diabolici, con l'impiego di fantomatiche arti magiche attorno a un pentolone in ebollizione. Inizialmente, la contessa cerca inutilmente di trasformare Jean Claude nell'amante dei suoi sogni, tramite incantesimi, medicinali o gadget di dubbia utilità; i tentativi falliscono tutti miseramente. Con il passare del tempo, Cassandra abbandona le sue mire sul baronetto, diventandogli amica e complice.

#### Gli amanti
Nelle prime stagioni, Jean Claude non riesce mai ad avere un rapporto compiuto né coi suoi partner né con sua moglie Cassandra. Gli uomini di cui si innamora sono personaggi moderni e mascolini, che però si rivelano isterici o infantili, e l'intimità fra questi personaggi e il baronetto è quasi sempre tragica; Jean Claude ne viene fuori sempre mortificato e spesso causa il ferimento dei partner, con la complicità del digitale terrestre. L'incontro con Wonder Woman sembra finalmente portare stabilità nella sua vita sentimentale. Tutti i partner di Jean Claude sono interpretati da Fabrizio Lo Presti.

##### Batman, alias Renato

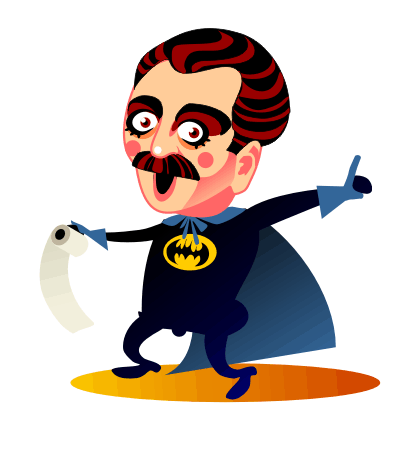
Caricatura di Renato

Batman, chiamato anche Renato, è il primo partner di Jean Claude, e pare solitamente ricambiarlo. Nella seconda e terza stagione ricompare sotto forma di fantasma; lo spirito è sempre a viso scoperto ed è intenzionato a consigliare il baronetto nei suoi problemi sentimentali. Questo tuttavia non lo aiuta affatto, in quanto Renato suggerisce sempre al baronetto l'alternativa peggiore per risolvere i suoi problemi. Ricompare, vivo e con la maschera, nelle stagioni  11 e 12 per proteggere Jean Claude, con il quale allaccia una nuova contrastata relazione. In queste ultime stagioni, tende ad accusare ingiustamente il baronetto di essere responsabile di incidenti e inconvenienti.

##### Dart Fener, alias Stefano

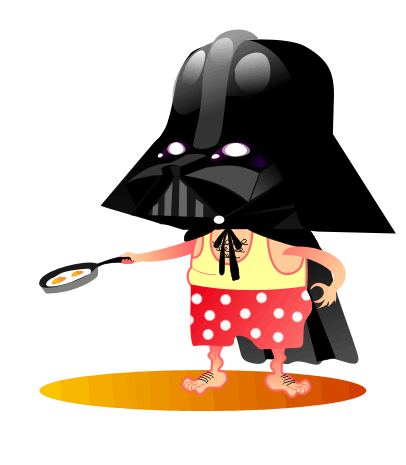
Caricatura di Stefano

Particolarmente frustrante per Jean Claude è il rapporto con Dart Fener, che Jean Claude chiama Stefano: il famoso Sith infatti non ricambia minimamente i sentimenti del baronetto, anzi lo detesta apertamente, ma Jean Claude cerca di conquistarlo tramite vari metodi sempre più assurdi, a cui Dart Fener replicherà distruggendolo con il lato oscuro della Forza. Quando non è disturbato dal baronetto, è impegnato in vari progetti di conquista, spesso contro città italiane o quartieri milanesi.

##### Diabolik, alias Armando, ed Eva Kant

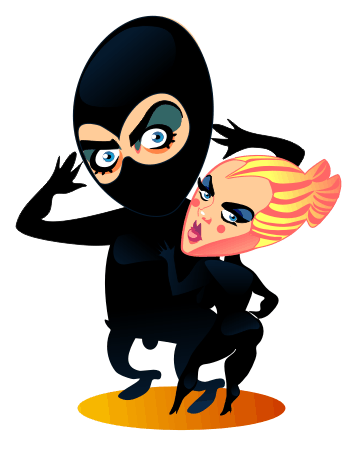
Caricatura di Armando ed Eva Kant

Nella terza stagione Jean Claude si innamora di Diabolik, alias Armando, e lo vediamo intromettersi sempre tra lui ed Eva Kant (Francesca Faiella). I due si scambiano in continuazione apprezzamenti sessuali ed esternazioni del loro eccitamento reciproco legato al crimine, furti e rapine, che puntualmente il baronetto interrompe facendo arrestare Diabolik con la sua presenza ingombrante e attivando i sistemi d'allarme.

##### Robin Hood, alias Titti
Nella quarta stagione arriva Robin Hood, alias Titti, che pare essere affezionato a Jean Claude e ricambiare i suoi sentimenti. Come l'eroe originale, Titti ruba ai ricchi per dare ai poveri, ma il baronetto lo mette involontariamente fuori gioco in ogni puntata.

##### Wonder Woman, alias Daiana
Dalla quinta stagione, Jean Claude è fidanzato con Wonder Woman, il cui vero nome è Daiana. È una donna baffuta, dal fisico prorompente e mascolino, da cui però Madre è inizialmente ammaliata, ritenendo il figlio "rinsavito" per averle finalmente portato una ragazza a casa. In un primo momento, viene talvolta chiamata Ettore, ma nella stagione 12 viene rivelato che il suo vero nome è Romualdo, lasciando definitivamente intendere che Daiana sia in realtà un uomo. 
Millantando lauree in università inesistenti (per esempio la Sorbona di Gallarate), il personaggio causa sempre dei disastri che danneggiano Madre, e ne incolpa puntualmente Jean Claude. Lascia quest'ultimo al termine della decima stagione, comparendo comunque nell'undicesima stagione per dispensare i suoi consigli. Nella dodicesima stagione si unisce temporaneamente alla SPECTRE per uccidere Madre e Jean Claude, salvo poi coalizzarsi col baronetto, al quale si riavvicina.

#### Zia Genoveffa
Introdotta nella decima stagione e interpretata da Simonetta Guarino, è la sorella di Madre, nonché dispotica e logorroica zia di Jean Claude.  
Zia Genoveffa, comunemente chiamata semplicemente come "Zia", detesta il nipote (che inizialmente la considera più malvagia di Madre) e ha anche un cattivo rapporto con la sorella, alla quale (come avviene raramente nella serie) si rivolge con il nome di battesimo Maria Clara. La donna è spesso accompagnata da un'atmosfera tetra e, nei suoi discorsi, mostra un'insolita propensione per le similitudini, che tende a protrarre all'infinito. Nella dodicesima riveste il ruolo di antagonista principale, essendo a capo della SPECTRE per uccidere Madre. Fugge dal castello della sorella nel finale della tredicesima stagione, assieme ad un aitante turista americano.

### Personaggi secondari ricorrenti
- Padre: è il padre di Jean Claude e inizialmente viene solamente nominato senza mai apparire e non si sa niente di lui, se non che ha deciso il matrimonio del figlio con Cassandra e che ha sposato Madre "per ragioni fiscali". A sorpresa, compare per la prima volta nell'ultima puntata della quinta stagione, e successivamente nella puntata web (in cui appare moribondo), nella sesta puntata della sesta stagione (nella quale Madre rivela il suo nome, Pippo) e nel corso della tredicesima stagione. È interpretato da Mauro Pirovano.
- Jean-François: interpretato sempre da Marcello Cesena, è il fratello gemello spietato di Jean Claude e, come lui, è completamente inetto. È uguale al suo gemello, tranne che per dei baffi neri, la "r" moscia e l'eterosessualità. Complotta insieme a Madre di uccidere Jean Claude. Dai dialoghi si evince che al momento della nascita sia stato separato dalla mamma.
- Colonnello Gustav von Outlet: è un perfido dottore. Inizialmente ingaggiato da Madre per uccidere Jean Claude, si scopre poi essere uno scagnozzo di Madame X intento a eliminare la nobildonna. Viene apparentemente ucciso da Madre stessa nell'ultimo episodio della nona stagione, ma torna poi nell'undicesima e dodicesima stagione, intenzionato ad eliminare Jean Claude e anche la nobildonna. È interpretato da Mauro Pirovano.
- Narratrice: presente fin dalla prima stagione, è la voce di Marcella Silvestri, già presente nel ruolo di Cassandra. Introduce le puntate riassumendo le precedenti con un riassunto. Fino alla quarta stagione, propone, tramite il digitale terrestre, di mutare il corso degli eventi, finendo per ferire Jean Claude o uno dei suoi amanti.

### Camei
Diversi personaggi noti hanno preso parte alla serie in ruoli secondari e camei.
- Paola & Chiara: interpretano Iris e Patrizia, le sorellastre di Jean Claude. Appaiono nel primo episodio della quarta stagione.
- Alba Parietti: interpreta sé stessa un episodio della sesta stagione come insegnante di recitazione di Madre.
- Victoria Cabello: appare nell'ultimo episodio della sesta stagione come conduttrice, carriera ottenuta grazie a compromessi di natura sessuale. Sponsorizzando le tisane Waller in tv, soffia a Madre il suo amante, Pasquale.
- Benedetta Mazzini: interpreta una cartomante e strega nel primo episodio della settima stagione, in cui dà a Jean Claude una potente pozione per trasformare Madre.
- Cristina Donadio: nell'ottava stagione interpreta Scianel, una mafiosa che prova ad aiutare Jean Claude ad uccidere Madre. Donadio riprende in chiave parodistica il personaggio da lei interpretato in Gomorra - La serie.
- Umberto Smaila: interpreta sé stesso nell'ultimo episodio dell'ottava stagione; dichiara di essere il padre di Jean Claude, ma solo per sparare e uccidere Madre. Si scoprirà essere solo una maschera.
- Fedez: interpreta se stesso in un cameo durante la decima stagione, nel quale si invaghisce di Madre[7].
- Fabio Rovazzi: appare nella decima stagione nel ruolo del professor Bovazzi, un luminare della psicanalisi ex compagno di scuola di Madre, con la quale ha avuto dei trascorsi sessuali[8].
- Ignazio Moser: compare nella decima stagione nel ruolo di un idraulico, che scambia Madre per Charlize Theron.[9]
- Clayton Norcross: appare nell'ultimo episodio della decima stagione, in cui interpreta Thorne Forrester, che accetta di aiutare Madre ad uccidere Jean Claude. Avrà poi una relazione con Daiana.
- Stefano Accorsi: appare nel primo episodio dell'undicesima stagione interpretando il dottor Antonello, noto su Tinder come "il Trumba". È il medico che ha in cura Jean Claude, nonché un ex di Madre.
- Maurizio Lastrico: appare nel quarto episodio dell'undicesima stagione interpretando un agente cinematografico, che vuole realizzare una serie tv pornografica sulla vita di Madre.
- Giacomo Giorgio: appare nel quinto episodio dell'undicesima stagione interpretando Ciro, un fattorino delle pizze che scambia Madre per Sharon Stone.
- Maria Grazia Cucinotta: appare nel sesto episodio dell'undicesima stagione nel ruolo della dottoressa Cucinetti, analista di Madre che condivide le sue fantasie omicide su Jean Claude. A fine puntata si scopre essere il colonnello Von Outlet mascherato, che mirava ad assassinare la nobildonna.
- Fabio De Luigi: appare nel settimo episodio dell'undicesima stagione, dove interpreta un utente di Tinder che approccia Madre spacciandosi ingannevolmente per George Clooney.
- Elio: appare nella dodicesima stagione nei panni del capo dei servizi segreti britannici che in gioventù ha avuto una relazione con Madre.
- Matilde Gioli: appare nel secondo episodio della dodicesima stagione nei panni di Carol, una Bond girl in un sogno di Jean Claude.
- Antonella Elia: appare nel terzo episodio della dodicesima stagione nei panni di un brillante scienziato dei servizi segreti, cugina di quarto grado della vera Antonella Elia.
- Mauro Coruzzi: appare nel quinto episodio della dodicesima stagione nei panni della Nonna, che appare in sogno a Madre per farle delle improbabili rivelazioni complottiste.
- Nek: compare nel sesto episodio della dodicesima stagione nei panni di un agente segreto al soldo di Zia Genoveffa; opera sotto la copertura di un medico e ha avuto trascorsi sessuali con Madre.
- Costantino della Gherardesca: compare nel primo episodio della tredicesima stagione, in cui interpreta uno scambista convinto che Madre sia Ivanka, una fotomodella russa.
- Elodie: compare nella tredicesima stagione nei panni di Catwoman, che risulta imparentata con Batman e diversi altri personaggi famosi, tra cui la vera Elodie.
- Raffaele Barca: compare nella tredicesima stagione nei panni di Raimondo, aitante amante conosciuto da Madre su Tinder.
- Carlo Taranto: compare nel finale della tredicesima stagione interpretando lo specchio magico di Madre, che suggerisce alla nobildonna di trasformare il castello in un Bed & Breakfast.
- Frank Matano: compare nel finale della tredicesima stagione interpretando un turista americano che soggiorna nel castello di Madre e che fugge in Oklahoma con Zia Genoveffa.

## Episodi
| Stagione | Anno      | Periodo      | Periodo     | Puntate | Programma                     | Rete televisiva | Note                                      |
| Stagione | Anno      | Inizio       | Fine        | Puntate | Programma                     | Rete televisiva | Note                                      |
| -------- | --------- | ------------ | ----------- | ------- | ----------------------------- | --------------- | ----------------------------------------- |
| 1ª       | 2005      | 11 aprile    | 30 maggio   | 8       | Mai dire Lunedì               | Italia 1        | [ 10 ] [ 11 ] [ 12 ] [ 13 ] [ 14 ] [ 15 ] |
| 2ª       | 2005      | 26 settembre | 28 novembre | 10      | Mai dire Lunedì               | Italia 1        | [ 10 ] [ 11 ] [ 12 ] [ 13 ] [ 14 ] [ 15 ] |
| 3ª       | 2007      | 23 gennaio   | 3 aprile    | 10      | Mai dire Martedì              | Italia 1        | [ 10 ] [ 11 ] [ 12 ] [ 13 ] [ 14 ] [ 15 ] |
| 4ª       | 2008      | 25 marzo     | 24 giugno   | 7       | Mai dire Martedì              | Italia 1        | [ 10 ] [ 11 ] [ 12 ] [ 13 ] [ 14 ] [ 15 ] |
| 5ª       | 2009      | 24 febbraio  | 28 aprile   | 8       | Mai dire Grande Fratello Show | Italia 1        | [ 10 ] [ 11 ] [ 12 ] [ 13 ] [ 14 ] [ 15 ] |
| 6ª       | 2012      | 8 gennaio    | 13 maggio   | 16      | Quelli che il calcio          | Rai 2           | [ 10 ] [ 11 ] [ 12 ] [ 13 ] [ 14 ] [ 15 ] |
| 7ª       | 2012-2013 | 16 settembre | 19 maggio   | 25      | Quelli che il calcio          | Rai 2           | [ 10 ] [ 11 ] [ 12 ] [ 13 ] [ 14 ] [ 15 ] |
| 8ª       | 2018-2019 | 29 novembre  | 25 gennaio  | 6       | Mai dire Talk                 | Italia 1        | [ 10 ] [ 11 ] [ 12 ] [ 13 ] [ 14 ] [ 15 ] |
| 9ª       | 2021      | 22 settembre | 3 novembre  | 6       | Honolulu                      | Italia 1        | [ 10 ] [ 11 ] [ 12 ] [ 13 ] [ 14 ] [ 15 ] |
| 10ª      | 2023      | 21 maggio    | 4 dicembre  | 16      | GialappaShow                  | TV8             | [ 10 ] [ 11 ] [ 12 ] [ 13 ] [ 14 ] [ 15 ] |
| 11ª      | 2024      | 10 aprile    | 20 maggio   | 7       | GialappaShow                  | TV8             | [ 10 ] [ 11 ] [ 12 ] [ 13 ] [ 14 ] [ 15 ] |
| 12ª      | 2024      | 21 ottobre   | 9 dicembre  | 8       | GialappaShow                  | TV8             | [ 10 ] [ 11 ] [ 12 ] [ 13 ] [ 14 ] [ 15 ] |
| 13ª      | 2025      | 31 marzo     | 19 maggio   | 5       | GialappaShow                  | TV8             | [ 10 ] [ 11 ] [ 12 ] [ 13 ] [ 14 ] [ 15 ] |

### Stagione 1 (2005)
La prima stagione conta 8 episodi. Alcuni di questi sono talvolta preceduti da un riassunto dei precedenti. Ogni puntata ha una struttura fissa:
- 1ª scena: Madre parla con suo figlio Jean Claude. Inizialmente la conversazione tra i due è tranquilla, ma alla fine finisce sempre con una sfuriata da parte di lei a causa di un'affermazione sconsiderata del figlio. Madre reagisce maledicendo Jean Claude, privandolo inoltre di vari oggetti stravaganti a cui è particolarmente affezionato. Questi, urlando il suo dissenso e cacciato dalla mamma, corre via piangendo.
- 2ª scena (non sempre presente o invertita con la terza): Jean Claude incontra Cassandra, che cerca di sedurlo in svariati modi. Inizia in modo sottile ma alla fine ammette di volere un rapporto fisico, scatenando una crisi di pianto in Jean Claude il quale scappa via.
- 3ª scena: Jean Claude cerca conforto in Batman, alias Renato. Egli, all'inizio, si comporta in modo distaccato ma alla fine si lascia andare. Tuttavia, il momento di intimità tra i due viene rovinato da un evento tragico o un elemento esterno (votato nella finzione narrativa dal pubblico da casa con il telecomando del digitale terrestre) e Jean Claude scappa via piangendo.
- 4ª scena: Jean Claude disperato chiede aiuto a Madrina. Dopo esser piovuta come un meteorite dal cielo, propone al baronetto una soluzione ai suoi problemi. Nella finzione narrativa, il pubblico decide con il digitale terrestre che questa soluzione abbia sempre conseguenze disastrose e spesso porti alla morte di Jean Claude. L'episodio si conclude sempre con il pianto di Madrina per la perdita del figlioccio.

Nella prima stagione, Sensualità a corte viene presentata come "la prima fiction interattiva" e si conclude con il rapimento di Jean Claude da parte degli alieni.

### Stagione 2 (2005)
La seconda stagione conta 10 episodi e mantiene essenzialmente la stessa struttura della prima con una scena in più, il cui ordine è variabile. Nella finzione narrativa, questa stagione viene presentata come trasmessa in 3D, usufruibile grazie a degli occhiali allegati a delle riviste erotiche presentate dal secondo al decimo episodio.
La stagione si apre con Jean Claude, sopravvissuto al rapimento, inseguito nello spazio da Madre. Viene introdotto il personaggio di Dart Fener, alias Stefano, nuovo amante del baronetto. In seguito Madrina viene gravemente ferita sul pianeta Sfighinson con Jean Claude addolorato dalla perdita.

### Stagione 3 (2007)
Anche la terza stagione è composta da 10 episodi e mantiene la struttura narrativa e i protagonisti delle precedenti. Vengono inoltre introdotte le figure di Diabolik, alias Armando, parodisticamente nuovo amante di Jean Claude, e di Eva Kant. Questi appaiono in una nuova scena che si apre con loro due che amoreggiano, dicendo sempre che "il crimine li eccita". Appena Diabolik si allontana, entra Jean Claude che colpisce Eva, per rimanere solo con lui. Alla fine, tutti gli interventi del baronetto portano il suo amato in prigione.
A partire da questa stagione la sigla varia in ogni puntata, parodiando alcuni film o canzoni.

### Stagione 4 (2008)
La quarta stagione è di 7 episodi. Viene introdotto Robin Hood, alias Titti, nuova fiamma del baronetto. Nella quinta puntata appare per la prima volta Jean-Francois, il gemello di Jean Claude che tutti scambiano per lui. Cambiano anche i dialoghi: invece di minacciare il baronetto di privarlo di qualcosa, Madre gli rivela che i regali che gli ha fatto sono in realtà dei falsi o imitazioni. La stagione si conclude con Jean Claude che, per la prima volta, si ribella alla mamma.

### Stagione 5 (2009)
La quinta stagione (composta da 8 episodi) ha inizio nel Convento, dove Madre si è esiliata dopo che suo figlio l'ha insultata. Andando a visitarla, Jean Claude la informa di essersi così fidanzato con Wonder Woman, alias Daiana, una donna baffuta dal fisico prorompente. Il baronetto e Madre, durante i loro consueti litigi, parlano in tedesco sottotitolato. La quinta stagione finisce con un gran colpo di scena: Madre, dopo essere stata vittima di uno scherzo organizzato da Jean Claude, cerca di ucciderlo, strangolandolo, quando all'improvviso interviene un uomo dalla folta barba nera che, dopo aver fermato la donna, rivela al baronetto di essere suo padre.

### Stagione 6 (2012)
Dall'8 gennaio al 13 maggio 2012 Jean Claude, Daiana e Madre sono stati volti fissi del programma Rai Quelli che il calcio, condotto da Victoria Cabello. Alla sua prima apparizione, Jean Claude appare in studio come facente parte dei "Londò Veneziano", versione cinese dei più famosi Rondò Veneziano.
Gli sketch comprendono sia l'interazione dei personaggi con la conduttrice che la messa in onda della sesta stagione con le solite scene. Le puntate, partite con un argomento legato al calcio, si rivelano poi una rivisitazione dei generi cinematografici e film. Durante questa stagione appare Padre e anche, in alcuni camei, Alba Parietti, Alberto Scrivano e la stessa Victoria Cabello.

### Stagione 7 (2012-2013)
Dal 16 settembre 2012 al 19 maggio 2013 Jean Claude e Madre ritornano a Quelli che il calcio, con la settima stagione di Sensualità a corte.
Il tema conduttore degli episodi di questa stagione sono Le avventure di Super Cool, ovvero, un supereroe molto imbranato. Jean Claude, invece, si improvvisa autore di varie invenzioni fallimentari, mentre il personaggio di Daiana diventa secondario, mettendo nuovamente in risalto Cassandra, questa volta decisa ad avere una relazione con Supercool. Inoltre fa il suo ritorno in tre episodi anche Madrina.

### Stagione 8 (2018-2019)
Dal 29 novembre 2018 al 25 gennaio 2019 la serie è tornata su Italia 1 nella trasmissione Mai dire talk. In questa stagione, Madre è diventata influencer e Jean Claude, insieme a Daiana, brama di ucciderla con l'aiuto di Scianel, la regina di Secondigliano proveniente da Gomorra - La serie.

### Stagione 9 (2021)
Nel 2021 è stata diffusa su Italia 1 all'interno di Honolulu e sui canali social di Marcello Cesena, la nona stagione della mini-fiction. Questa è una parodia della serie Bridgerton, di cui Madre è convinta di far parte.

### Stagione 10 (2023)
Dal 2023 la mini-fiction va in onda all'interno del programma GialappaShow su TV8. Nelle puntate tra maggio e luglio viene denominata Sensualità a Pechino e strutturata come parodia di Pechino Express, mentre nelle puntate a partire da ottobre a dicembre il format riprende il nome di Sensualità a corte 10 e ha come filo conduttore la trasmissione X-Factor. In queste ultime puntate torna Madrina e compare una nuova parente: Zia Genoveffa, pronta a ristabilire l'ordine in casa.

### Stagione 11 (2024)
Nel 2024 Sensualità a corte è nuovamente in onda nel programma GialappaShow su TV8. La stagione si basa questa volta su una parodia del personaggio dell'Uomo Ragno e vede il ritorno di Batman/Renato, dopo che Jean Claude rompe con Daiana, e del colonnello Gustav von Outlet. Daiana, tuttavia, ritorna in alcune puntate per dispensare consigli.

### Stagione 12 (2024)
Nella quarta stagione del GialappaShow, la serie è una parodia dei film di James Bond. Entrato nei servizi segreti inglesi, Jean Claude deve salvare Madre dai tentativi di omicidio orchestrati dalla SPECTRE, capitanata da Zia Genoveffa e Daiana.

### Stagione 13 (2025)
Nella quinta stagione del GialappaShow la trama prosegue la narrazione della stagione precedente; non sono però presenti i riferimenti al mondo dello spionaggio e la stagione segue in generale le vicende dei vari personaggi. In questa stagione ricompare con frequenza il personaggio di Padre.

## Distribuzione
Lo sketch è nato nel 2005 per i programmi satirici Mai dire domenica ed è proseguito con Mai dire Lunedì/Martedì/Grande Fratello Show di Italia 1, nei quali è apparso per cinque anni. Nel gennaio 2012 è stato riproposto nel programma televisivo Quelli che il calcio in onda su Rai 2, fino a maggio 2013. Nel 2017 è apparso nuovamente nei titoli di coda di Rai dire Niùs (Rai 2), nel 2018 nella trasmissione Mai dire Talk, nel 2021 in Honolulu (entrambe su Italia 1) e dal 2023 in GialappaShow su TV8.

## Spin-off e puntate speciali

### InMai dire Grande Fratello & Figli(2006)
Dal 30 gennaio al 9 maggio 2006, all'interno di Mai dire Grande Fratello & Figli, è stata inserita una serie di clip che mostra Jean Claude nel confessionale del Grande Fratello. Egli è entrato nella casa con Madre e cerca ripetutamente di nominarla per farla uscire, ma senza ottenere risultati. Al baronetto stanno tutti antipatici, specialmente Man-Lo, l'unico personaggio che va d'accordo con la nobildonna. Anche in questo caso, è tutto diviso in sequenze:
- Jean Claude all'inizio di ogni puntata è nel confessionale, saluta Alessia Marcuzzi, e finge di essere contento della madre, ma alla fine smaschera sempre il suo disappunto, insultandola con termini volgari.
- Talvolta intervengono Madrina o Renato, che cercano di migliorare le cose con amuleti e consigli, i quali tuttavia si rivelano completamente inutili.
- Mentre Jean Claude parla male della mamma, questa entra in scena; Madre, dopo aver sentito gli insulti del figlio, o dopo aver frainteso le parole di Jean Claude, si arrabbia e lo maledice.

### PuntataLimited Edition(2010)
La puntata Limited Edition, prodotta espressamente per il web in occasione dei Wind Music Awards 2010, prosegue le avventure di Jean Claude dopo la quinta stagione con l'inserimento del personaggio di Padre. Questi, morente perché affetto da tartaro, preannuncia che Madre diverrà una star multimediale internazionale.

### InRai dire Niùs(2017)
Dal 28 aprile 2017, all'interno della trasmissione Rai dire Niùs, negli sketch delle previsioni meteo, il Colonnello dalla Cintola (interpretato sempre da Marcello Cesena) incontra più volte Madre, la quale si convince che lui sia Jean Claude; nel finale si scopre in realtà che il Colonnello non è altri che Jean-François, fuggito da un manicomio per raggiungere la nobildonna e tentare di uccidere il fratello.

### InTML(2019-2020)
Dal 27 novembre 2019 al 19 ottobre 2020, sono state saltuariamente diffuse delle puntate inedite di Sensualità a corte sulla pagina Instagram di TML, in attesa della nona stagione. Qui Madre cercherà a ogni costo di ottenere milioni di follower sulla piattaforma, mettendosi contro Daiana e tentando di uccidere Jean Claude con svariate challenge.

## Produzione
In un'intervista al podcast Tintoria condotto da Stefano Rapone e Daniele Tinti Marcello Cesena ha affermato di essersi ispirato alla fiction Elisa di Rivombrosa per la realizzazione dello sketch, aggiungendo che inizialmente la Gialappa's non lo apprezzò, ma comunque ne mandò in onda i primi due episodi seppur relegandoli alla parte finale di Mai dire Domenica. Il successo di quelle due puntate convinse tuttavia i conduttori, tanto che Sensualità a corte diventerà uno degli sketch più popolari e longevi delle trasmissioni della Gialappa's Band per gli anni a venire.
Negli anni 2020, le riprese della serie si svolgono in uno studio di registrazione di Genova, nel quartiere di Cornigliano, con l'ausilio della tecnologia del green screen.

## Altri media
- Il personaggio di Jean Claude, sempre interpretato da Marcello Cesena, appare brevemente nel film Il cosmo sul comò di Aldo, Giovanni e Giacomo del 2008.
- Nel 2008 fu annunciata la realizzazione di un film dedicato alla serie, Sensualità a corte - Il film;[26][27] la trama, secondo i piani di Cesena, avrebbe dovuto svilupparsi sotto forma di prequel, incentrandosi sulla nascita di Jean Claude e Jean-François e sul passato dei singoli personaggi, approfondendo la figura di Padre[28]; la pellicola, tuttavia, non fu mai realizzata.
- Nel 2022, in occasione dello spot di lancio della quinta edizione de La pupa e il secchione show, Barbara D'Urso appare in uno sketch di Sensualità a corte nei panni di Madre, intenta a sgridare Jean Claude per le sue malefatte[29].
- Nel 2022, per promuovere la trasmissione Come una volta - Un amore da favola in onda su Nove, vengono realizzati dei promo ad hoc a tema Sensualità a corte con l'influencer Nilufar Addati.
- Nel luglio 2025, per celebrare i 20 anni della serie, una selezione di sketch in versione Long version verrà proiettata a Roma in occasione di una manifestazione cinematografica, in presenza degli attori.[30][31]